# Глибока артерія стегна
Глибока артерія стегна (лат. arteria profunda femoris) — найбільша гілка стегнової артерії. Відходить від стегнової артерії на 30-40 мм нижче від пахвинної зв'язки. Спочатку йде назовні, а далі — донизу, позаду стегнової артерії і закінчується в м'язах задньої групи.